# Pleasure Victim
Pleasure Victim è il secondo album in studio del gruppo musicale statunitense Berlin, pubblicato nel 1982. Il 26 gennaio 1983 ci fu una riedizione dell'album.

## Tracce

### Versione originale
1. Tell Me Why – 5:34
2. Pleasure Victim – 3:50
3. Sex (I'm A...) – 5:08
4. Masquerade – 4:04
5. The Metro – 4:07
6. World of Smiles – 3:50
7. Torture – 2:36

### Riedizione
1. Sex (I'm A...) (extended version) – 8:10